# Vernon Howe Bailey
Vernon Howe Bailey (Camden, aprile 1874 – New York, 27 ottobre 1953) è stato un illustratore, pittore e regista statunitense.

## Filmografia
- Vernon Howe Bailey's Sketchbook (1915)
- Vernon Howe Bailey's Sketchbook of Chicago (1916)
- Vernon Howe Bailey's Sketchbook of London (1916)
- Vernon Howe Bailey's Sketchbook of Philadelphia (1916)
- Vernon Howe Bailey's Sketchbook of Paris (1916)
- Vernon Howe Bailey's Sketchbook of Boston (1916)
- Vernon Howe Bailey's Sketchbook of Rome (1916)
- Vernon Howe Bailey's Sketchbook of San Francisco (1916)
- Vernon Howe Bailey's Sketchbook of Berlin (1916)
- Vernon Howe Bailey's Sketchbook of St. Louis (1916)
- Vernon Howe Bailey's Sketchbook of New Orleans (1916)
- Vernon Howe Bailey's Sketchbook of Petrograd (1916)
- Vernon Howe Bailey's Sketchbook of Washington (1916)